# الخط الزمني لجائحة فيروس كورونا في السعودية (2021)
أدناه الخط الزمني للأحداث المتعلّقة بجائحة فيروس كورونا في السعودية في عام 2021.

## الخط الزمني

### يناير 2021
- 3 يناير 2021: انتهاء العمل بالإجراءات الاحترازية فيما يخص تعليق جميع الرحلات الجوية الدولية والدخول إلى المملكة عبر المنافذ البرية والبحرية اعتباراً من الساعة 11 صباحاً يوم الأحد 3 يناير 2021، وفق ضوابط محددة.[1]
- 7 يناير 2021: أعلنت وزارة الصحة رصد 10 حالات لفيروس كورونا المتحور في المملكة وأنها تماثلت للشفاء.[2]
- 8 يناير 2021: أعلنت وزارة الداخلية عن السماح للمواطنين بالسفر إلى خارج المملكة والعودة إليها ابتداءً من يوم الأربعاء الموافق 18 / 8 / 1442هـ الموافق 31 مارس 2021، ورفع تعليق رحلات الطيران الدولية بشكل كامل، وكذلك فتح المنافذ البرية والبحرية والجوية، وذلك وفقا للإجراءات والاحترازات اللازمة لمنع تفشي فيروس كورونا.[3]
- 13 يناير 2021: حذرت وزارة الداخلية السعودية المواطنين من السفر إلى عدد من الدول دون الحصول على إذن مسبق من الجهات المعنية، ومن هذه الدول (ليبيا، سوريا، لبنان، اليمن، إيران، تركيا، أرمينيا، الصومال، الكونغو الديمقراطية، أفغانستان، فنزويلا، روسيا البيضاء) وأي دول أخرى لم يسيطر على الجائحة فيها أو ثبت انتشار السلالة المتحورة من الفيروس فيها.[4]
- 29 يناير: أعلنت وزارة الداخلية عن تعديل موعد رفع تعليق السماح للمواطنين بالسفر ليكون ابتداءً من يوم الاثنين 15 / 10 / 1442هـ الموافق 17 مايو 2021، بدلًا من يوم الأربعاء 18 / 8 / 1442هـ الموافق 31 مارس 2021.[5]

### فبراير 2021
- 2 فبراير:

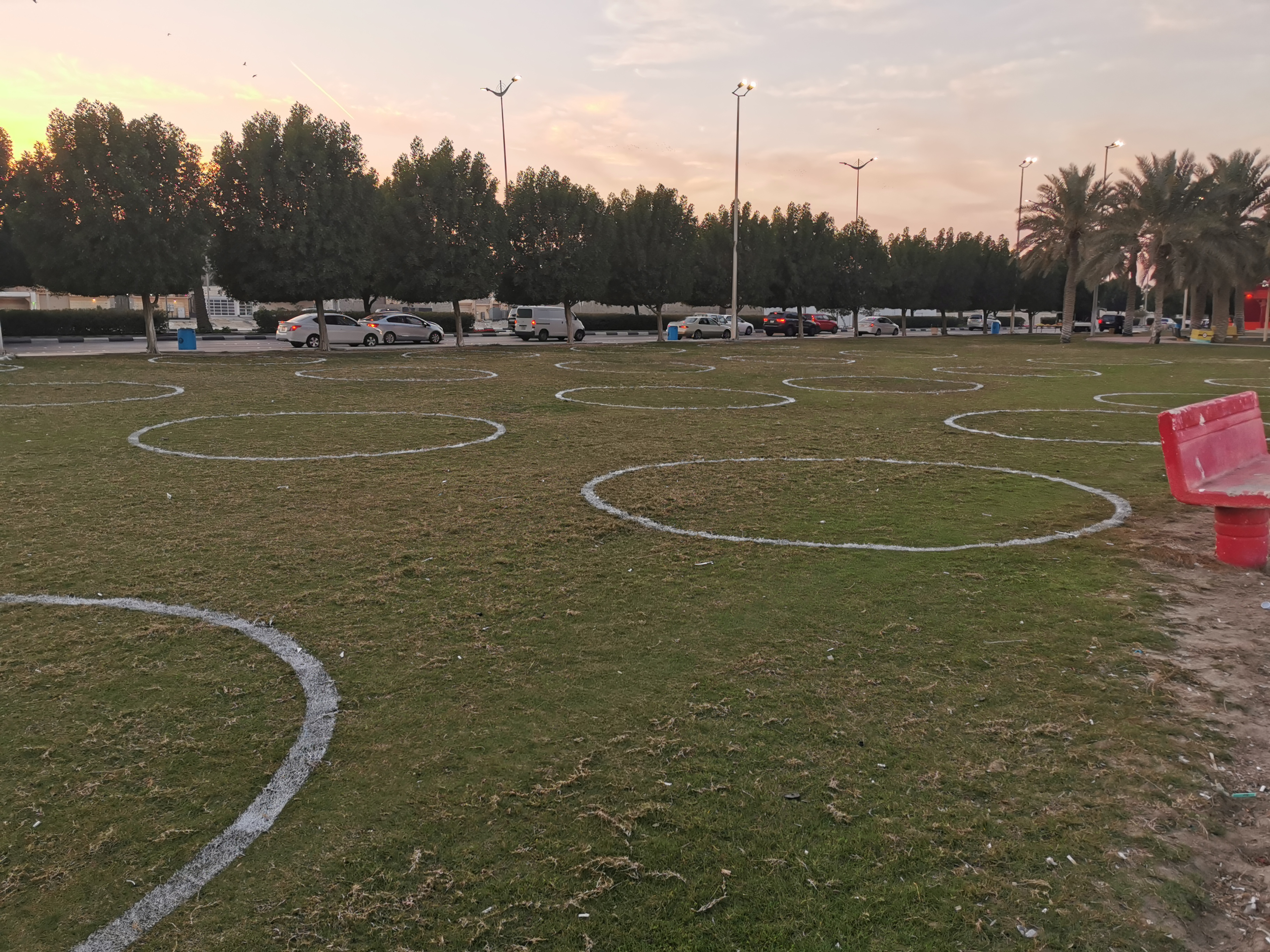
وضع دوائر التباعد الاجتماعي في الحدائق العامة

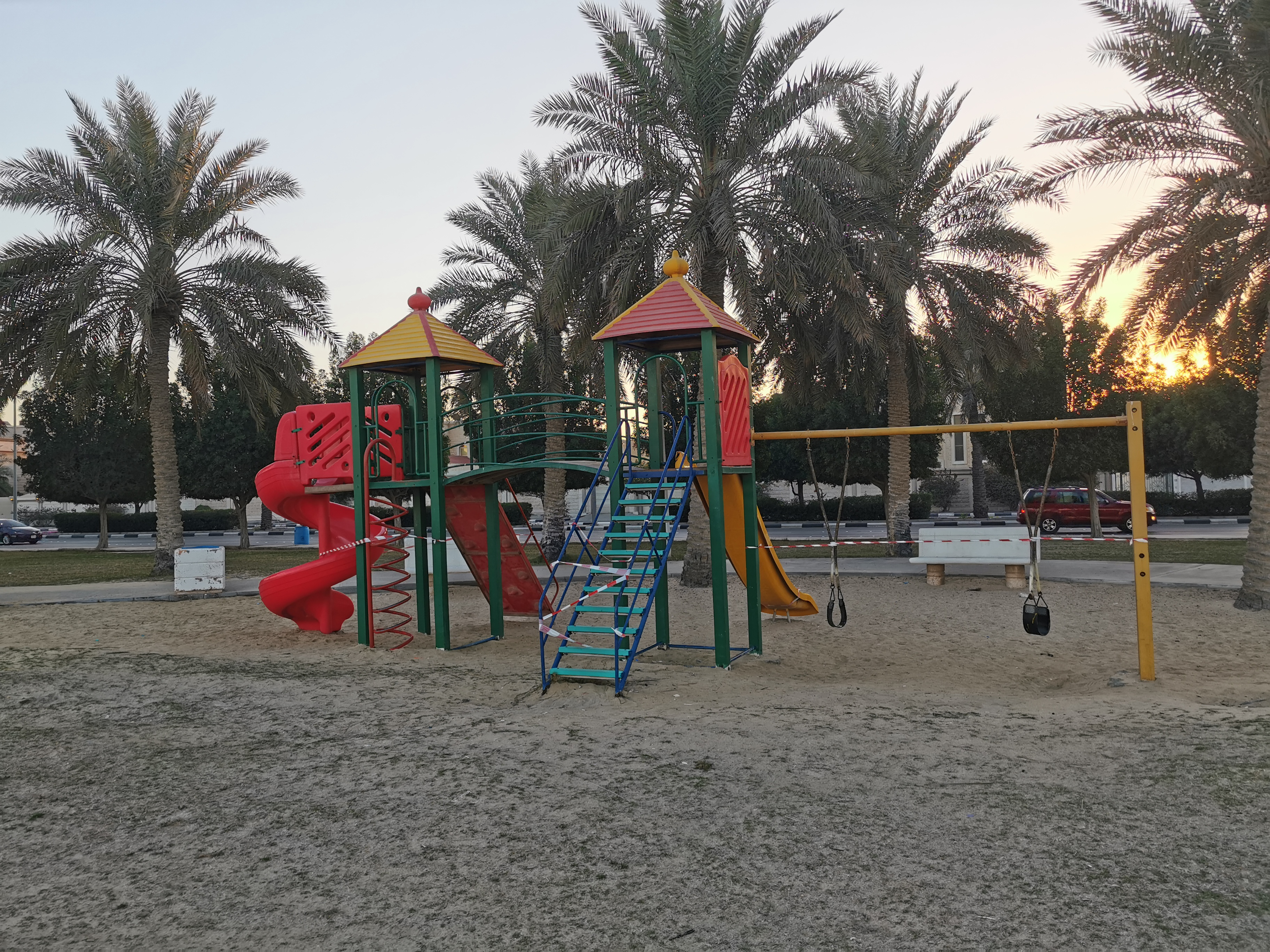
إغلاق ألعاب الأطفال في الحدائق العامة

  - أمير منطقة نجران الأمير جلوي بن عبد العزيز بن مساعد يأمر بتعليق جميع الفعاليات بالمنطقة، لمنع تفشي فيروس كورونا المستجد.[6]
  - وزارة الداخلية السعودية تعلق السماح بدخول المملكة لغير المواطنين والدبلوماسيين والممارسين الصحيين وعائلاتهم مؤقتاً للقادمين من 20 دولة اعتباراً من الساعة 9 من مساء يوم الأربعاء 21 / 6 / 1442هـ.[7]
- 4 فبراير:
  - إيقاف كافة المناسبات والحفلات والاجتماعات لمدة 30 يومًا، ولا يزيد الحد الأقصى للتجمعات البشرية في المناسبات الاجتماعية عن 20 شخصا وذلك لمدة 10 أيام قابلة للتمديد.[8]
  - إيقاف كافة الأنشطة والفعاليات الترفيهية وذلك لمدة 10 أيام قابلة للتمديد.[8]
  - إغلاق دور السينما والمراكز الترفيهية الداخلية، وأماكن الألعاب الداخلية المستقلة أو الموجودة في المطاعم ومراكز التسوق ونحوها، والصالات والمراكز الرياضية، لمدة 10 أيام قابلة للتمديد.[8]
  - تعليق تقديم خدمات الطلبات الداخلية في المطاعم والمقاهي وما في حكمها والاقتصار على تقديم الطلبات الخارجية وذلك لمدة 10 أيام قابلة للتمديد.[8]
  - توزيع الصلوات على الجنائز في المقابر على جميع أوقات اليوم لتقليل أعداد المشيعين في الوقت الواحد، بالإضافة إلى تجهيز أماكن للصلاة على الجنائز لتطبيق التباعد الاجتماعي أثناء الصلاة.[8]
- 14 فبراير: تمديد العمل بالإجراءات الاحترازية المتعلقة بالتجمعات البشرية، وإغلاق دور السينما، وإيقاف الفعاليات والأنشطة، وتعليق خدمات الطلبات الداخلية في المطاعم والمقاهي، لمدة 20 يوماً إضافياً بدءاً من الساعة العاشرة من مساء يوم الأحد 2 رجب 1442هـ الموافق 14 فبراير 2021م، ليصبح الإجمالي 30 يوماً قابلة للتمديد حسب متطلبات الوضع الوبائي.[9]
- 24 فبراير: السماح للمواطنات والمواطنين المتزوجين من غير السعوديين بالسفر عبر المنافذ مباشرة.[10]

### مارس 2021
- 5 مارس: وزارة الداخلية تقرر عدم تمديد العمل بالإجراءات الاحترازية اعتباراً من 7 مارس 2021 واستمرار إيقاف جميع المناسبات والحفلات.[11]

### أبريل 2021
- 5 أبريل: أعلنت وزارة الحج والعمرة عن رفع الطاقة التشغيلية للمسجد الحرام في مكة المكرمة مع الأخذ بالإجراءات الاحترازية، وذلك من خلال منح تصاريح أداء مناسك العمرة والصلوات في المسجد الحرام والزيارة للمسجد النبوي بدءًا من 1 رمضان 1442 هـ للأشخاص المحصنين، وسيكون حجز التصاريح من خلال تطبيقي اعتمرنا وتوكلنا.[12]
- 11 أبريل: صدور موافقة الملك سلمان على إقامة صلاة التراويح في الحرمين الشريفين وتخفيفها إلى خمس تسليمات.[13]

### مايو 2021

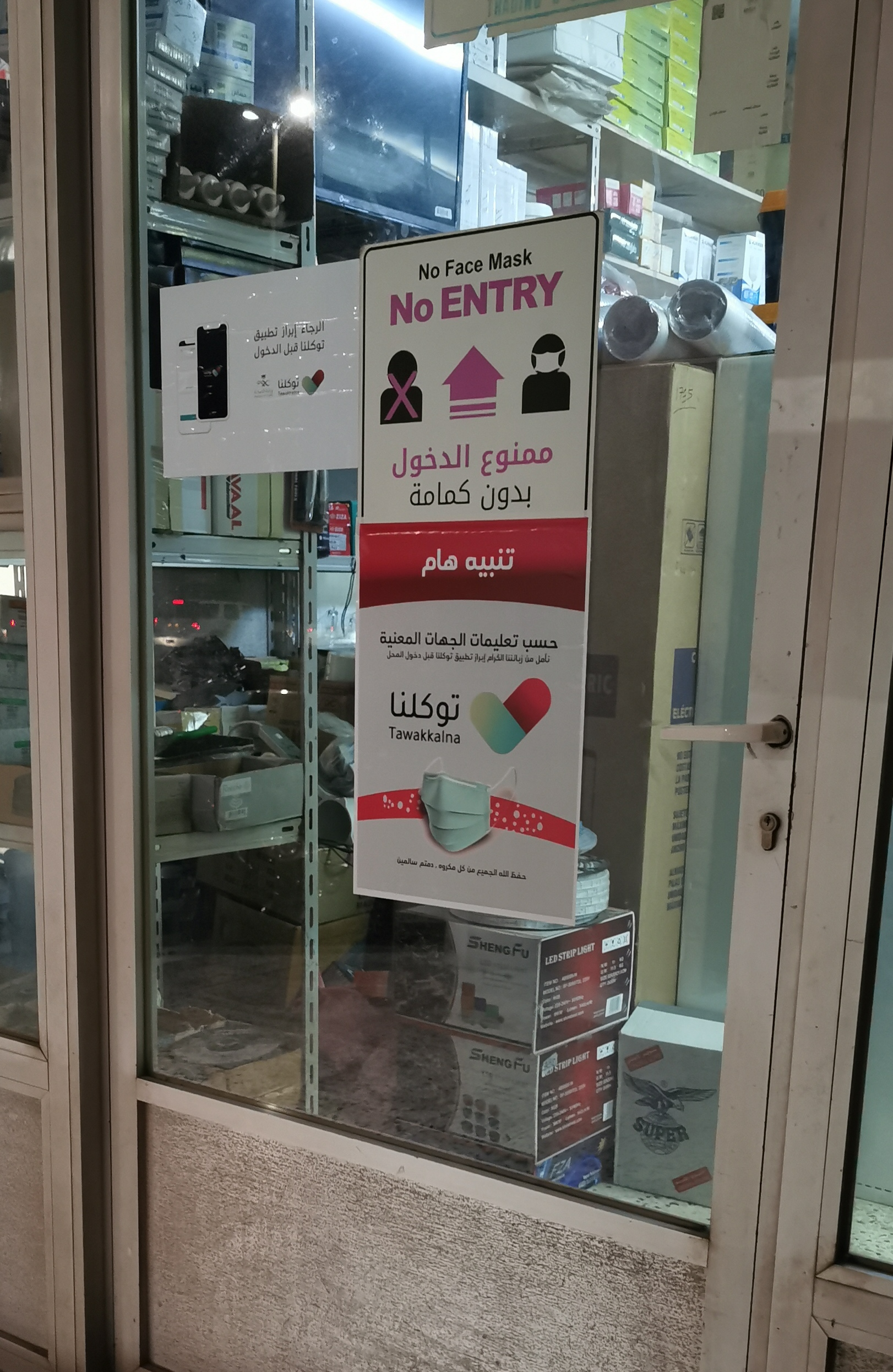
الكمامة وإبراز تطبيق توكلنا شرط لدخول المحلات التجارية

- 2 مايو: وزارة الداخلية السعودية تعتمد سريان رفع تعليق سفر المواطنين إلى خارج السعودية، ابتداء من يوم الاثنين 5 شوال 1442هـ الموافق 17 مايو 2021م، وذلك لكل من: المواطنين المحصنين الذين تلقوا جرعتيْ لقاح (كوفيد 19) كاملتيْن، وكذلك الذين تلقوا جرعة واحدة، والمواطنين المتعافين من فيروس كورونا، والمواطنين الذين تقل أعمارهم عن 18 عامًا، شريطة أن يقدموا قبل السفر بوليصة تأمين معتمدة من البنك المركزي السعودي.[14]
- 10 مايو: أعلنت وزارة الداخلية السعودية عن تطبيق إجراءات الحجر الصحي المؤسسي على القادمين إلى المملكة من الدول التي لم يتم تعليق القدوم منها.[15]
- 11 مايو: أعلنت وزارة الداخلية عن تعديل جدول تصنيف عقوبات مخالفات الإجراءات الاحترازية والتدابير (البروتوكولات) الوقائية المتخذة من الجهات المعنية لمواجهة جائحة فيروس كورونا والعقوبات المقررة، المعلن عنها سابقا بتاريخ 14 رمضان 1441هـ وبتاريخ 7 شوال 1441هـ. وتهدف التعديلات إلى فرض التباعد الاجتماعي وتنظيم التجمعات البشرية التي تكون سبباً مباشراً لتفشي فيروس كورونا (COVID-19)، بما يضمن الحيلولة دون تفشي الفيروس.[16]
- 16 مايو: استمرار منع سفر المواطنين إلى 13 دولة، هي: ليبيا، سوريا، لبنان، اليمن، إيران، تركيا، أرمينيا، الصومال، الكونغو الديمقراطية، أفغانستان، فنزويلا، روسيا البيضاء، الهند، وأي دول أخرى لم يتم بعد السيطرة على الجائحة فيها.[17]
- 18 مايو: أعلنت وزارة الداخلية عن اشتراط التحصين المعتمد من وزارة الصحة ابتداءً من يوم الأحد 22 ذي الحجة 1442هـ الموافق 1 أغسطس 2021م، لدخول أي نشاط اقتصادي أو تجاري أو ثقافي أو ترفيهي أو رياضي، أو أي مناسبة ثقافية أو علمية أو اجتماعية أو ترفيهية، أو أي منشأة حكومية أو خاصة، سواءً لأداء الأعمال أو المراجعة، أو أي منشأة تعليمية حكومية أو خاصة، وعند استخدام وسائل النقل العامة.

وقررت الوزارة عودة التعليم حضوريًا للمعلمين والمعلمات، وأعضاء هيئات التدريس والتدريب في الجامعات والمؤسسة العامة للتدريب التقني والمهني، وتتفق وزارتا (الصحة، والتعليم) على تحديد فئات الطلاب العمرية المستهدفة.
- 27 مايو: أعلن تركي آل الشيخ رئيس الهيئة العامة للترفيه عن عودة الفعاليات الترفيهية وفق البروتوكولات الصحية، على ألا تزيد النسبة القصوى للحضور عن 40 % من سعة مقر الفعالية، وأن يكونوا محصنين وفقا للحالة في تطبيق توكلنا.[19]
- 29 مايو: السماح بالدخول إلى المملكة للقادمين من الإمارات وألمانيا وأمريكا وإيرلندا وإيطاليا والبرتغال وبريطانيا والسويد وسويسرا وفرنسا واليابان، مع تطبيق إجراءات الحجر الصحي المؤسسي، بدء من الساعة الواحدة من صباح يوم الأحد 30 مايو 2021م الموافق 18 شوال 1442هـ.[20]

### يونيو 2021
- 20 يونيو:
  - إجراء تحديث للبروتوكولات الصحية في المساجد والجوامع بعموم مناطق المملكة، تضمن إلغاء اشتراط ترك صف فارغ بين كل صفين، وإلغاء تقليص مدة الانتظار بين الأذان والإقامة، وإلغاء تحديد مدة إقامة خطبة الجمعة وصلاتها بـ (15) دقيقة، وإعادة المصاحف للمساجد، والسماح بإلقاء المحاضرات والدروس فيها، وإلغاء التوجيه السابق بإزالة برادات وثلاجات المياه من المساجد. مع الالتزام في كل ذلك  بالبروتوكولات الصحية والوقائية.[21]
  - فتح مسجد قباء أمام المصلين والزوار على مدار الساعة.[22]

### يوليو 2021
- 3 يوليو: منع سفر المواطنين إلى إثيوبيا والإمارات وفيتنام دون الحصول على إذن مسبق، وتعليق القدوم منها إضافة إلى أفغانستان، وإيقاف الرحلات الجوية بين الدول الممنوع السفر منها وإليها، بدءًا من الساعة 11 من مساء يوم الأحد 24 ذي القعدة 1442هـ الموافق 4 يوليو 2021م، وذلك لاستمرار تفشي جائحة كورونا، وانتشار سلالة جديدة متحورة من الفيروس.[23]
- 19 يوليو: اشتراط أخذ الجرعة الثانية من لقاح كورونا للسفر إلى خارج المملكة لجميع المواطنين بدءا من 1 محرم 1443هـ الموافق 9 أغسطس 2021، باستثناء من تقل أعمارهم عن 12 عاماً شريطة أن يقدموا قبل السفر بوليصة تأمين معتمدة من البنك المركزي السعودي، والمتعافين من فيروس كورونا شريطة أن يكونوا قد أمضوا أقل من (6) أشهر من إصابتهم بالفيروس، ومن أصيب بالفيروس وحصل على جرعة واحدة من اللقاح.[24]
- 21 يوليو: منع سفر المواطنين المباشر أو غير المباشر إلى إندونيسيا إلى حين استقرار الوضع الوبائي فيها.[25]
- 29 يوليو: أعلنت وزارة السياحة عن استئناف استقبال السعودية للسياح ورفع تعليق دخول حاملي التأشيرات السياحية ابتداء من 1 أغسطس 2021م. ويمكن للسياح المحصنين بالكامل دخول المملكة دون حاجة إلى فترة حجر مؤسسي، على أن يتم تقديم شهادة تطعيم رسمية عند الوصول، وإحضار ما يثبت إجراء اختبار PCR وظهور نتيجته السلبية خلال 72 ساعة من وقت المغادرة.[26]

### أغسطس 2021
- 24 أغسطس: رفع تعليق القدوم المباشر إلى المملكة من الدول المعلق القدوم منها للقادمين المقيمين فيها الذين تلقوا جرعتي لقاح كورونا داخل المملكة قبل مغادرتهم لها والسماح لهم بالعودة إليها بشكل مباشر وأن تطبق عليهم كامل الإجراءات الاحترازية المعتمدة.[27]

### سبتمبر 2021
- 3 سبتمبر: أضافت وزارة الداخلية ثلاث مخالفات ضمن البروتوكولات الخاصة بمخالفات المنشآت، وهي: السماح بدخول غير المحصنين، وعدم استخدام تصريح التجمع للتحكم بالطاقة الاستيعابية للمحال التجارية أو المولات والمراكز التي تزيد طاقتها الاستيعابية عن 100 شخص، وعدم الالتزام بالأعداد المسموح بوجودها داخل المنشأة. فيما تقرر تعديل عقوبة الإغلاق للمنشآت المخالفة، بحيث تقوم الجهة المشرفة على القطاع الخاص داخل نطاقها الإشرافي عند الاقتضاء بفرض عقوبة الإغلاق بما لا يتجاوز ستة أشهر.[28]
- 7 سبتمبر: إيقاف تعليق القدوم إلى المملكة عبر المنافذ البرية والبحرية والجوية من الإمارات وجنوب أفريقيا والأرجنتين اعتبارًا من الساعة 11 من صباح يوم 8 سبتمبر 2021.[29]
- 14 سبتمبر: أعلنت وزارة الحج والعمرة، أن الصلاة في المسجد النبوي لا تتطلب إصدار تصريح عبر تطبيق «اعتمرنا» ولا تحتاج إلى موعد، ولكن يشترط إبراز تطبيق «توكلنا» وأن تكون الحالة الصحية للشخص «مُحصّناً بجرعتين» أو «مُحصّناً متعافياً» أو «مُحصّناً بجرعة أولى وأكمل 14 يوماً».[30]

### أكتوبر 2021
- 1 أكتوبر: أعلنت وزارة الداخلية عن اشتراط التحصين بجرعتين لدخول النشاطات والمناسبات والمنشآت وركوب الطائرات ووسائل النقل العام ابتداءً من 10 أكتوبر 2021.[31]
- 5 أكتوبر:
  - السماح بالقدوم بشكل مباشر إلى المملكة العربية السعودية من الدول التي يتطلب القدوم منها قضاء (14) يوما خارجها قبل الدخول إلى المملكة لكل من أعضاء هيئة التدريس ومن في حكمهم في الجامعات والكليات والمعاهد، والمعلمين والمعلمات في التعليم العام والهيئة التدريبية في المؤسسة العامة للتدريب التقني والمهني ومعاهد التدريب، وطلاب المنح.[32]
  - رفع تعليق سفر المواطنين الذين تقل أعمارهم عن 18 عامًا إلى مملكة البحرين.[32]
- 12 أكتوبر: السماح للشركات المرخصة بالاستفادة من السعة المقعدية الكاملة داخل القطارات والحافلات بين المدن، والعبّارات بين جازان وفرسان، مع اشتراط حصول الراكب على جرعتين من اللقاحات المعتمدة من وزارة الصحة.[33]
- 13 أكتوبر: إعادة التدريس في جميع حلقات تحفيظ القرآن الكريم في المساجد والدور النسائية حضوريا مع التأكيد على الالتزام بالإجراءات الاحترازية والتباعد الجسدي،واشتراط الحصول على جرعتين من اللقاح،وإبراز تطبيق توكلنا.[34]
- 15 أكتوبر: صدرت موافقة الملك سلمان على تخفيف الاحترازات الصحية ابتداء من يوم الأحد 17 أكتوبر 2021، وتضمنت الموافقة:

- عدم الإلزام بارتداء الكمامة في الأماكن المفتوحة ـ فيما عدا الأماكن المستثناة ـ مع الاستمرار في الإلزام بارتدائها في الأماكن المغلقة.
- تخفيف الإجراءات الاحترازية للحاصلين على جرعتي لقاح (كوفيد-19) بحيث يسمح باستخدام كامل الطاقة الاستيعابية في المسجد الحرام والمسجد النبوي مع إلزام العاملين والزائرين بارتداء الكمامة في جميع الأوقات في كافة أروقة المسجد، والاستمرار في استخدام تطبيق اعتمرنا أو توكلنا لأخذ مواعيد العمرة والصلاة وزيارة الروضة الشريفة للتحكم بالأعداد الموجودة في آن واحد. وكذلك إلغاء التباعد والسماح باستخدام كامل الطاقة الاستيعابية في التجمعات والأماكن العامة ووسائل المواصلات والمطاعم وصالات السينما ونحوها.
كما سمح بإقامة وحضور المناسبات في قاعات الأفراح وغيرها بدون تقييد للعدد، مع أهمية التأكيد على تطبيق الإجراءات الاحترازية.
- اشتراط التحصين بجرعتين لدخول كافة المواقع والأنشطة المشار إليها سابقا، واستمرار تطبيق التباعد وارتداء الكمامات في المواقع التي لا يتم تطبيق التحقق من الحالة الصحية لمرتاديها من خلال تطبيق توكلنا. وأن تعد هيئة الصحة العامة “وقاية” الإجراءات الوقائية الواجب الالتزام بها لجميع الأنشطة المذكورة، والتحقق من حالة التحصين في تطبيق “توكلنا” لجميع من يرغب في الدخول لمنشآت القطاعين العام والخاص، ومتابعة الالتزام بالإجراءات الاحترازية والتدابير الوقائية المتخذة من الجهات المعنية لمواجهة الجائحة بما فيها لبس الكمامة، وتطبيق العقوبات المقررة بحق المخالفين للإجراءات الاحترازية والتدابير الوقائية المتخذة من الجهات المعنية لمواجهة الجائحة.
كما تقوم وزارة الصحة بمتابعة أعداد الحالات المرضية المنومة بسبب الإصابة بمرض (كوفيد-19)، وبالذات العناية المركزة، والرفع عما يلزم في حال الحاجة إلى تشديد الإجراءات الاحترازية على مستوى المدن أو المحافظات أو المناطق.
- 26 أكتوبر: السماح بدخول الأطفال دون 12 عامًا للملاعب بشرط وجود مرافق مكتمل التحصين.[36]

### نوفمبر 2021
- 3 نوفمبر: أعلنت السعودية عن وصول نسبة التحصين بجرعتين إلى 70٪.[37]

- 13 نوفمبر: السماح للشركات المرخصة بالاستفادة من السعة المقعدية الكاملة للحافلات أثناء التنقل داخل المدن، مع اشتراط حصول الراكب على الجرعات المطلوبة من اللقاحات المعتمدة من وزارة الصحة.[38]
- 25 نوفمبر: السماح بالقدوم المباشر إلى المملكة من (إندونيسيا، باكستان، البرازيل ، فيتنام، مصر، الهند) دون الحاجة إلى قضاء (14) يومًا خارجها بعد استقرار الوضع الوبائي فيها.[39]
- 26 نوفمبر: تعليق الرحلات الجوية القادمة من جنوب أفريقيا ونامبيا وبوتسوانا وزيمبابواي وموزمبيق وليسوتو وإسواتيني وإليها، بعد ظهور سلالة متحورة من فيروس كورونا (كوفيد 19).[40]
- 27 نوفمبر: السماح بالقدوم المباشر من جميع الدول لمن تلقى جرعة واحدة من لقاح كورونا داخل المملكة بدءا من يوم 29 ربيع الآخر 1443هـ الموافق 4 ديسمبر 2021م، مع حجر صحي مؤسسي لمدة (3) أيام.[41]
- 28 نوفمبر: تعليق الرحلات الجوية القادمة من دول مالاوي، زامبيا، مدغشقر، أنغولا، سيشل، موريشيوس، جزر القمر والمغادرة إليها.[42]

### ديسمبر 2021
- 1 ديسمبر: أعلنت السعودية عن تسجيل أول إصابة بمتحور أوميكرون لمواطن قادم من إحدى دول شمال إفريقيا.[43]
- 3 ديسمبر: قررت وزارة الداخلية اعتبار تلقي الجرعة التنشيطية شرطًا لاستمرار ظهور حالة (محصن) في تطبيق (توكلنا)، لكل من مضى 8 أشهر أو أكثر على تلقيهم الجرعة الثانية، وذلك للفئات العمرية 18 عامًا فأكبر، وذلك بدءا من 29 جمادى الآخرة 1443 هـ الموافق 1 فبراير 2022م.[44]
- 21 ديسمبر: أعلنت وزارة الصحة، بدء تطعيم الفئة العمرية من (5 - 11) عاماً بلقاح كورونا.[45]
- 29 ديسمبر:
  - أعلنت وزارة الداخلية، إعادة الإلزام بارتداء الكمامة وتطبيق إجراءات التباعد في جميع الأماكن (المغلقة والمفتوحة) والأنشطة والفعاليات، وذلك اعتباراً من الساعة 00 : 7 من صباح الخميس 26 جمادى الأولى 1443هـ؛ الموافق 30 ديسمبر 2021م.[46]
  - أعلنت الرئاسة العامة لشؤون المسجد الحرام والمسجد النبوي تطبيق إجراءات التباعد الجسدي بين المصلين والمعتمرين في الحرمين الشريفين بدءًا من يوم الخميس 26 جمادى الأولى 1443هـ؛ الموافق 30 ديسمبر 2021م.[47]